# Australian Special Air Service Regiment

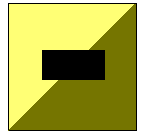
Waffenfarben des Special Air Service Regiment

Das Special Air Service Regiment (SASR) ist eine australische Spezialeinheit die nach Vorbild des Britischen SAS aufgebaut ist und die Traditionen der australischen "Z" Special Force Kommandoeinheit aus dem Zweiten Weltkrieg, und der unabhängigen Kommandokompanien, die ebenfalls während des Zweiten Weltkrieges im Südpazifik gegen die Japaner kämpften, verkörpert. Sein Hauptquartier liegt in den Campbell Barracks, Swanbourne, Perth, Western Australia und ist eine Einheit des Royal Australian Corps of Infantry, das wiederum ein Teil der Australian Defence Force ist.
Das Motto der Einheit lautet genauso wie das seines britischen Gegenstückes „Who Dares Wins“ (dt.: „Wer wagt gewinnt“).

## Auftrag
Das SASR hat zwei Hauptaufgaben: Aufklärung und Terrorismusbekämpfung.

### Aufklärung
In der Aufklärungsrolle führt das SASR kleine Patrouillen durch, um hinter den feindlichen Linien Aufklärung zu betreiben und feindliche Truppenbewegungen zu beobachten. Es können anschließend selbstständig Angriffe durchgeführt werden, um feindliche Ziele zu zerstören, oder es kann Luftunterstützung durch die Royal Australian Air Force oder andere verbündete Luftstreitkräfte angefordert werden. Aufklärungspatrouillen des SASR können aus der Luft, über Land oder vom Wasser her (z. B. per U-Boot) eingesetzt werden und sind dafür ausgebildet, große Distanzen auch in Wüsten oder Dschungelgebieten zurückzulegen.

### Terrorismusbekämpfung und spezielle Rückführung
Neben der Aufklärung gehört Terrorismusbekämpfung und die spezielle Rückführung zu den Hauptaufgaben des australischen SAS. Das heißt, es werden Geiselbefreiungen durchgeführt und australische Staatsbürger sowie Bürger befreundeter Nationen, die im Ausland als Geiseln festgehalten werden, befreit und zurück nach Australien gebracht. Dieselbe Aufgabe hat beispielsweise auch das deutsche KSK. Geiselbefreiungen werden von der Tactical Assault Group durchgeführt. Das SASR unterhält die Tactical Assault Group (West) während die Tactical Assault Group (East) ein Teil des 4th Battalion, The Royal Australian Regiment (Commando) ist. Die TAG wurde 1972 nach den Attentaten in München aufgestellt um eine Einheit für die Terrorismusbekämpfung zu haben. Jede der drei Sabre Squadrons übernimmt für ein Jahr die Rolle als Tactical Assault Group, während die anderen zwei Squadrons weiterhin die herkömmliche Rolle als Aufklärungseinheit erfüllen. Berichte, dass die erste Squadron die Aufgabe als TAG ständig übernimmt, sind falsch.

## Ausrüstung

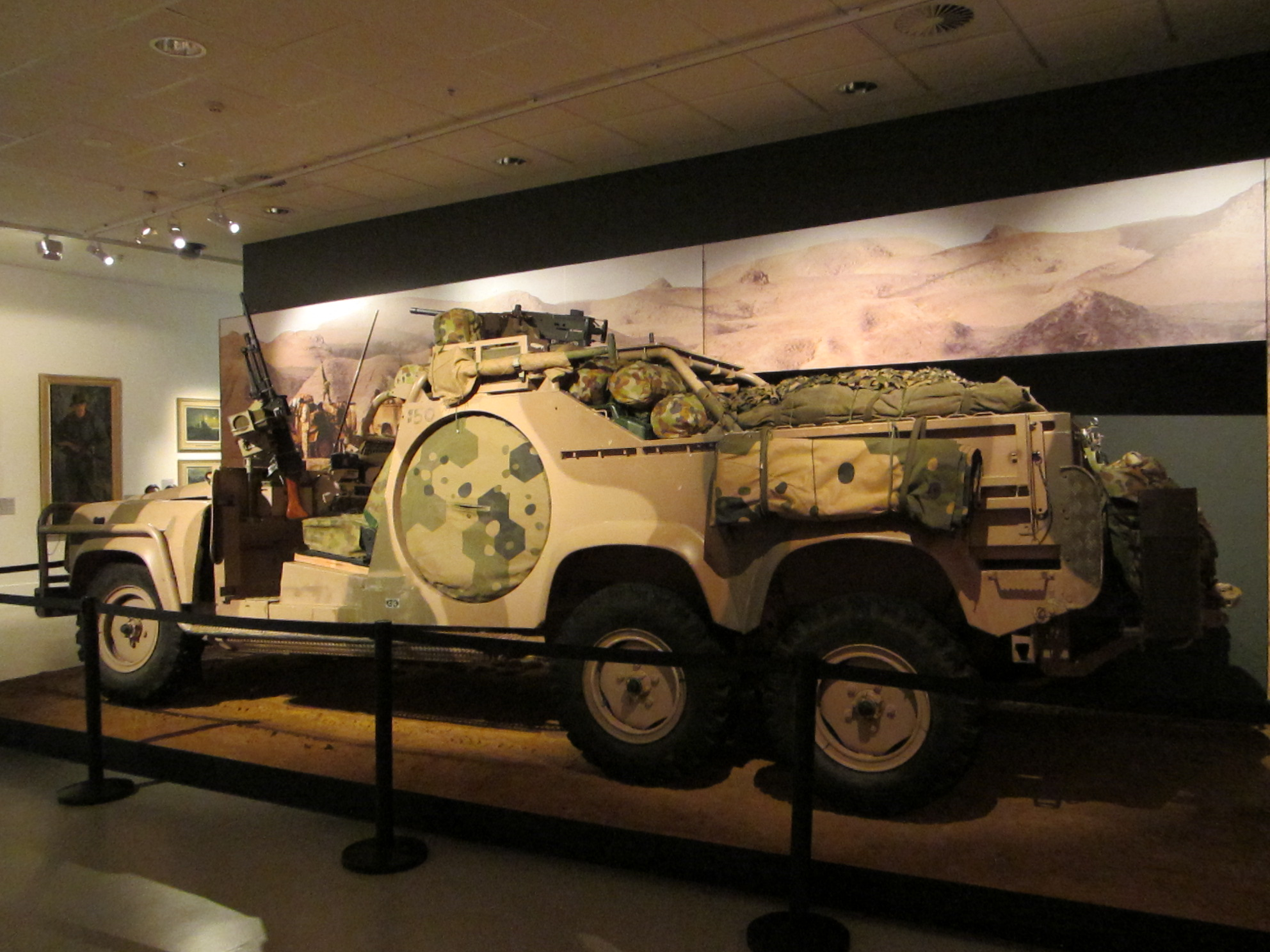
Ein Long Range Patrol Vehicle (LRPV) des SASR, das in Afghanistan eingesetzt wurde

Das Australia SASR verwendet eine Vielzahl von Uniformen, welche dem Einsatz angepasst sind. Die Standardarbeitsuniform des SASR besteht aus beigefarbenen Hosen und Hemden, welche auf dem Ärmel das Australian-Army-Abzeichen sowie die SASR-Schwingen tragen (Abzeichen, welches aus zwei miteinander verbundenen Flügeln besteht – SASR-Schwingen). Im Normaldienst (Alltags- und Kasernendienst) werden – wie bei allen Streitkräften üblich – auch Dienstgradabzeichen getragen, die im Einsatz meist wegfallen. Die Kopfbedeckung ist ein beigefarbenes Barett (Baskenmütze), welches das SASR-Abzeichen über dem linken Auge sitzend aufweist.
Das SASR-Abzeichen ist ein Dolch, der von zwei Flügeln getragen wird, die am Übergang vom Griff zur Klinge nach oben ragen. Am unteren Ende der Klinge befindet sich ein Schriftbanner auf dem auf Englisch steht „Wer wagt, der gewinnt“. Es ist das gleiche Abzeichen, das ebenfalls vom britischen SAS und dem New Zealand Special Air Service getragen wird.
Zum Antiterror- und Geiselbefreiungseinsatz wird meist der dunkelblau-schwarze Kombi-Overall getragen. Ansonsten trägt das SASR die gleiche Tarnuniform wie die Australian Army (Australia Tropentarn = Standard, Australia Desert Camo = Wüste) mit dem Unterschied der zuvor beschriebenen Abzeichen. Des Weiteren wird nur beim SASR das sonst in der Australian Army übliche Gewehr Steyr Aug durch das amerikanische M4 in verschiedenen Ausführungen ersetzt.

## Geschichte

### Die Anfänge
Die Anfänge des SASR liegen wie bei so vielen modernen Spezialeinheiten im Zweiten Weltkrieg. Als die Kaiserlich-japanische Armee 1942 Neuguinea und weitere Inseln im Pazifik besetzte, kam sie der australischen Nordküste bedrohlich nahe. Deshalb wurden aus Einheimischen, die im Busch und in den Wüsten des Outback zu Hause waren, berittene Aufklärungseinheiten aufgestellt. Sie sollten in den abgelegenen und damals überhaupt noch nicht kartografisch erfassten Küstenregionen Patrouillen durchführen, um mögliche Landungen der Japaner zu melden. Im Falle einer Invasion sollten sie unbemerkt am Gegner bleiben und seine Truppenbewegungen beobachten. Für Kampfeinsätze waren die unabhängigen Kommandokompanien und die „Z“ Special Force vorgesehen. Die regulären Armeeeinheiten waren bei Kriegsbeginn in Europa oder im Mittleren Osten stationiert worden und unterstützten die Briten. Das heutige SASR baut auf den Traditionen dieser drei Einheiten auf. Nach Kriegsende wurden die meisten Einheiten wieder aufgelöst. Durch die Einsätze des britischen SAS auf der malaiischen Halbinsel beeindruckt wurde 1957 dann die „1st Special Air Service Company“ aufgestellt. Bei dieser Einheit handelte es sich allerdings nicht um eine selbständige Einheit, sondern um eine Teileinheit des Royal Australian Regiments. Sie umfasste zuerst 16 Offiziere und 168 Mann.

### Borneo und Vietnam

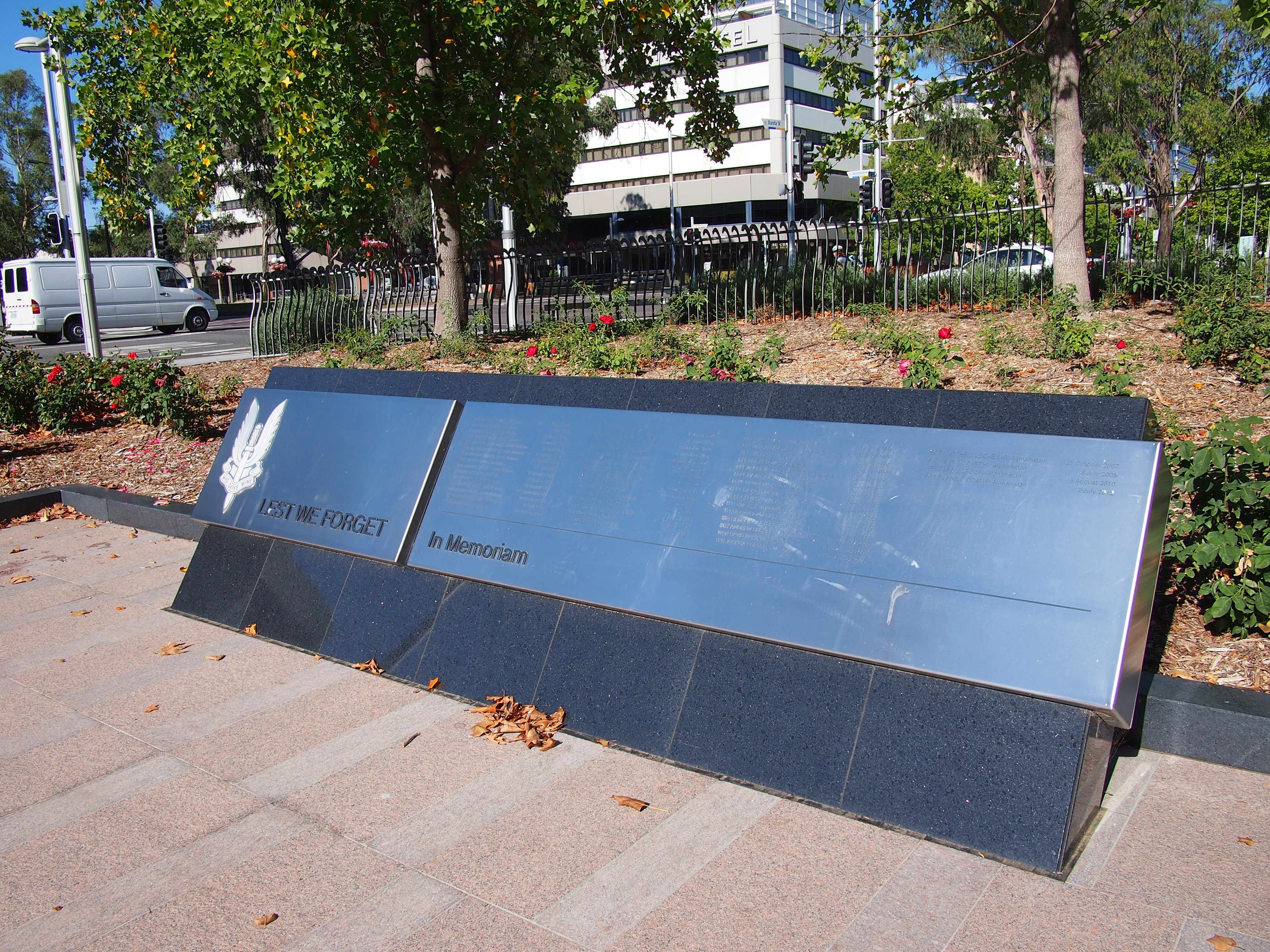
Gedenktafel des Special Air Service Regiment in Canberra

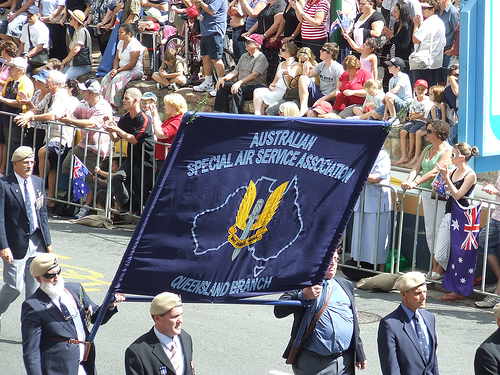
SASR-Veteranen aus dem Bundesstaat Queensland (2007)

Als 1964 die Commonwealthtruppen in Borneo im Zuge des Konflikts mit Indonesien Verstärkung benötigten, wurde der SAS zu einem Regiment vergrößert und aus dem Royal Australian Regiment herausgelöst. 1965 schließlich wurde die Einheit als Special Air Service Regiment nach Borneo entsandt. Das Überlebenstraining, das im australischen Outback durchgeführt wurde, war zwar sehr geeignet, jedoch mussten die Soldaten sehr schnell feststellen, dass sie ihre Einsatzgrundlagen ändern mussten, um mit der sogenannten „low-intensity“-Kriegsführung mit der ihr eigenen Guerillataktik fertigzuwerden. Die Australier verwendeten anstelle der Neun-Mann-Gruppen der Amerikaner oder der Vier-Mann-Patrouillen der Briten den von ihnen entwickelten Fünf-Mann-Trupp als kleinste taktische Einheit. Das „Shoot-and-scoot“-Prinzip (Schießen und Abhauen) der Briten bedeutete meistens, dass ein Mann verletzt zurückgelassen werden musste. Dies war meistens der Mann der Vorhut, der die erste Feindberührung hatte. Die Australier setzten stattdessen auf massives Feuer, um Gegner niederzuhalten und Verwundete zu bergen. Sich gegenseitig deckend, zogen sie sich so weit zurück, dass sie gefahrlos eine Verteidigungsstellung beziehen konnten. Die Fähigkeit, die Taktik den Gegebenheiten anzupassen, sollte dem Regiment in Vietnam dann sehr zugutekommen.
Beim Einsatz in Vietnam führten die Australier Aufklärungspatrouillen durch. Sie waren bei diesen Einsätzen so gut, dass sie auch die Amerikaner für diese Patrouillen schulten. In den zehn Jahren des australischen Engagements in Vietnam waren die Fernspäheinsätze die wichtigste Aufgabe des SASR. Es wurden aber auch Kommandounternehmen durchgeführt und Kriegsgefangene aus den Rückzugsräumen des Vietcongs befreit.

### Irak
Im Irakkrieg 2003 beteiligte sich die SASR im Rahmen der Operation Falconer und 2005 bis 2008 bei der Operation Catalyst.

### Afghanistan
- siehe: Australische Beteiligung am Krieg in Afghanistan

### Hubschrauberabsturz 1996
Am 12. Juni 1996 kollidierten zwei Sikorsky UH-60 Black Hawk Hubschrauber während einer Anti-Terrornachtübung nahe Townsville im Bundesstaat Queensland. Dabei starben 15 Soldaten des Special Air Service Regiment aus Perth und drei Besatzungsmitglieder des 5th Aviation Regiment der australischen Armee auf der High Range Training Area. 20 Jahre später wurde am 12. Juni 2016 offiziell ein Denkmal für die Opfer aufgestellt.

## Kriegsverbrechen
Während des australischen Einsatzes in Afghanistan (siehe Australische Beteiligung am Krieg in Afghanistan) ermordeten Soldaten des SASR gemäß Berichten in mehreren australischen Zeitungen mindestens 39 Personen im Zuge von Initiationsritualen für neue Soldaten der Einheit, dies wurde auch in weiterer Folge von einer internen Untersuchung der australischen Streitkräfte bestätigt.
Der im November 2020 veröffentlichte Untersuchungsbericht empfahl strafrechtliche Verfahren gegen 19 Beschuldigte, weiters bat der damalige militärische Oberbefehlshaber („Chief of the Defence Force“) der Australian Defence Force, General Angus Campbell, das afghanische Volk im Namen der australischen Streitkräfte um Entschuldigung.